# 시리아의 역사
시리아의 역사는 현 시리아 아랍 공화국의 영토에서 일어난 사건과 시리아 지역에서 일어난 사건을 다룬다. 현재의 시리아 아랍 공화국은 기원전 10세기에 처음으로 통일된 신아시리아 제국 하에서 영토에 걸쳐 있는데, 그 수도는 도시 아슈르였으며, 여기서 "시리아"라는 이름이 유래했을 가능성이 가장 높다. 이 영역은 그 후 여러 통치자들이 정복했고, 여러 민족들이 정착했다. 시리아는 1945년 10월 24일 시리아 정부의 유엔헌장 체결로 처음으로 독립국가로 부상한 것으로 간주된다. 국제연맹이 시리아의 "행정적 조언과 지원"을 프랑스에 위임한 것을 1946년 4월 사실상 종식시켰다. 그러나 1958년 2월 21일 시리아는 이집트와 합병하여 양국의 합병을 국민투표에 의해 비준한 후 아랍 연합 공화국을 창설하였으나, 1961년 탈퇴하여 완전한 독립을 회복하였다. 1963년부터 시리아 아랍 공화국은 1970년부터 아사드 일가가 독점적으로 운영하는 바트당의 지배를 받아왔다. 현재 시리아는 시리아 내전 과정중 경쟁 세력 사이에서 분열하고 있다.

## 선사 시대

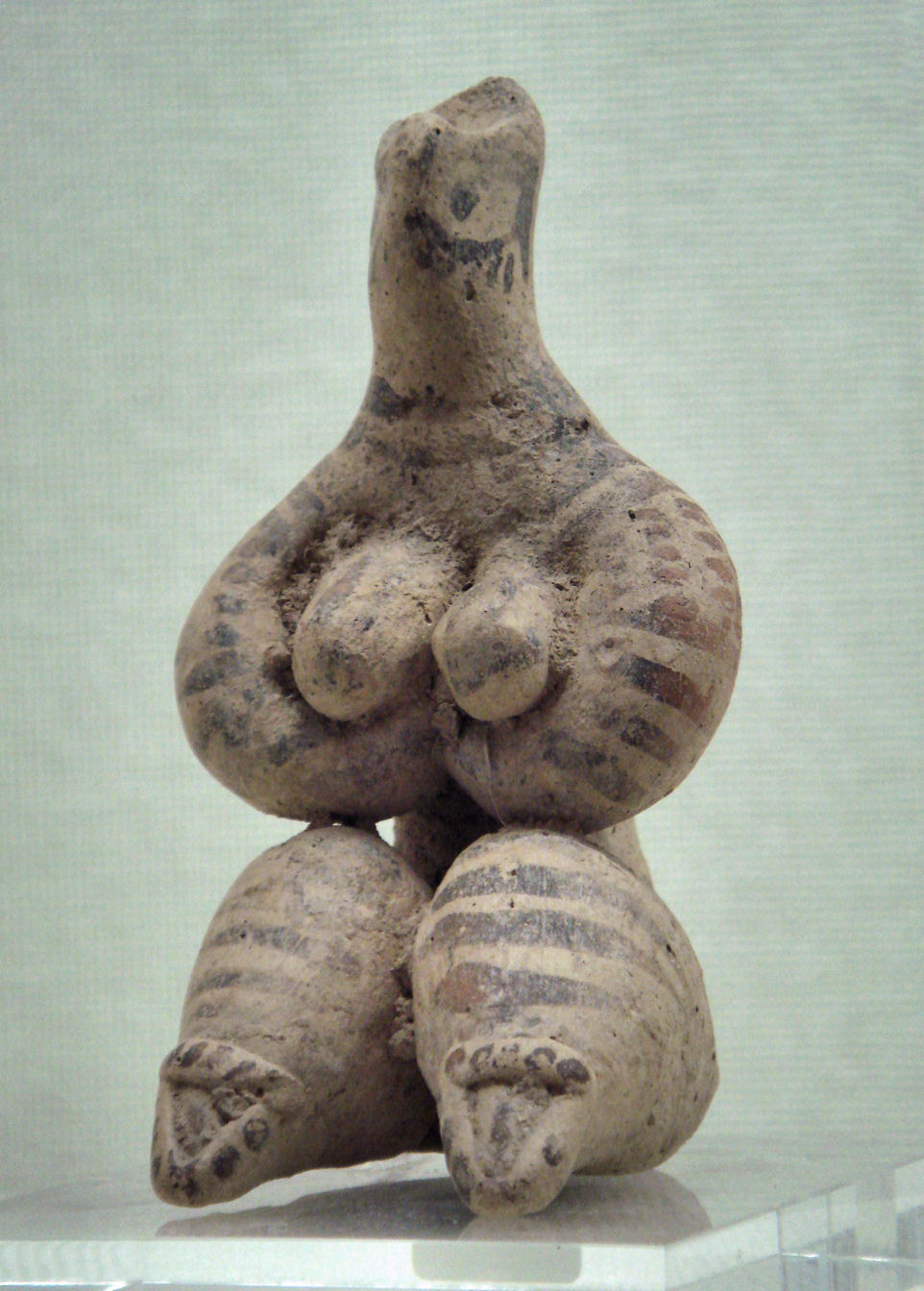
작은 여성 조각상, 시리아, 기원전 5000. Ancient Orient Museum.

시리아에서 발견된 가장 오래된 유적은 초기 구석기 시대(c.80,000 기원전)에서 유래한 것이다. 1993년 8월 23일, 일본과 시리아 공동 발굴팀은 다마스쿠스 북쪽 약 400km 지점의 데데리예 동굴에서 화석화된 구석기 시대의 인간 유적을 발견했다.이 거대한 동굴에서 발견된 뼈는 네안데르탈인 어린이의 것으로 추정되는데, 중기 구석기 시대(20만~4만 년 전)에 살았던 것으로 추정된다. 이미 네안데르탈인의 뼈가 많이 발견되었지만, 거의 완성된 아이의 뼈가 원래 매장 상태에서 발견된 것은 사실상 이것이 처음이었다.
고고학자들은 시리아의 문명이 지구상에서 가장 오래된 문명 중 하나라는 것을 증명해 보였다. 시리아는 비옥한 초승달의 일부분이며, 기원전 약 1만년 이래 농업과 소 사육이 세계 최초로 나타난 신석기(PPNA) 문화의 중심지 중 하나이다. 신석기 시대(PPNB)는 무레베트 문화의 직사각형 주택으로 대표된다. 신석기 초기에는 돌, 석고, 탄 석회 등으로 만든 그릇을 사용했다. 아나톨리아에서 나온 흑요석 도구의 발견은 초기 무역 관계의 증거다. 하무카르와 에마르 시는 신석기 후기, 청동기 시대에 번성했다.

## 고대 근동
시리아 북부 이들리브 근처에 있는 에블라의 유적이 1975년에 발굴되었다. 에블라는 기원전 3000년경에 세워진 동 셈어족 도시국가였던 것으로 보인다. 기원전 약 2500년부터 2400년까지의 절정기에, 북쪽으로는 아나톨리아, 동쪽으로는 메소포타미아, 남쪽으로는 다마스쿠스에 이르는 제국을 지배했을것이다. 에블라는 메소포타미아 수메르 주 , 아카드 주, 아시리아 주와 교역을 하였고, 북서쪽 민족과도 교역을 하였다. 발굴 과정에서 발견된 파라오의 선물은 에블라가 고대 이집트와 접촉한 사실을 확인시켜준다. 학자들은 에블라의 언어가 메소포타미아의 동종 셈어파 아카드어와 밀접한 관련이 있으며, 가장 오래된 것으로 알려진 문어 중 하나라고 믿고 있다.
기원전 3천 년부터 시리아는 수메르인, 에블라인, 아카드인, 아시리아인, 이집트인, 히타이트인, 후르리인, 미탄니인, 아모리인, 바빌로니아인들이 끊임없이 싸우고 점령했다.

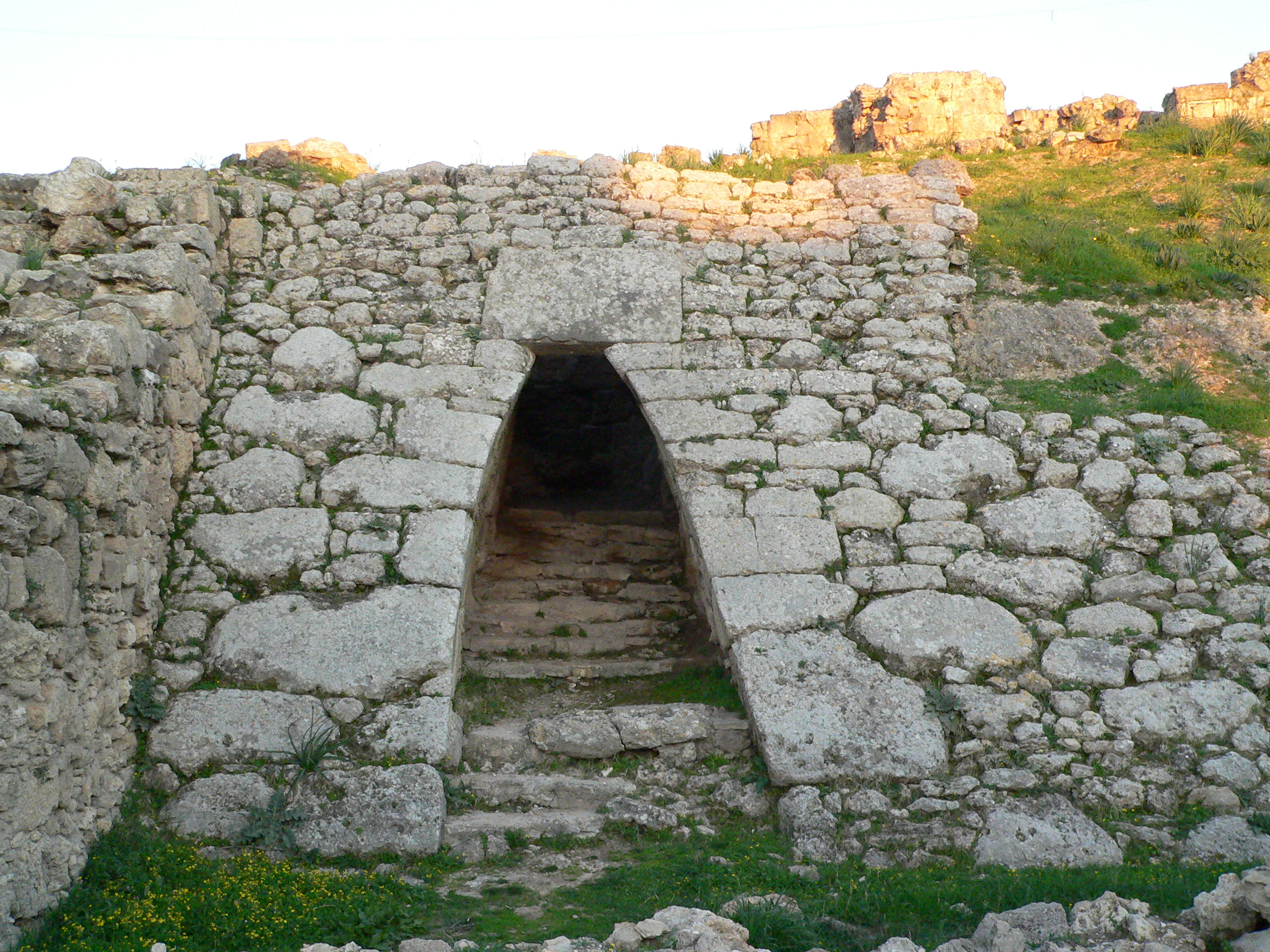
우가리트의 고대 도시

 에블라는 아마도 기원전 2330년경 아카드의 사르곤에 의해 메소포타미아 아카드 제국 (2335-2154 BCE)에 정복되었을 것이다. 이 도시는 몇 세기 후 북서 셈어파 아모리어를 사용하는 아모리테의 국가의 일부로서 재조명되었고, 기원전 2천년 초까지 인도유럽어족 히타이트에 의해 정복될 때까지 번영하였다. 메소포타미아의 수메르인, 아카디아인, 아시리아인은 기원전 24세기 초부터 이 지역을 마르투 또는 아무루(아모리인)의 땅이라고 불렀다.

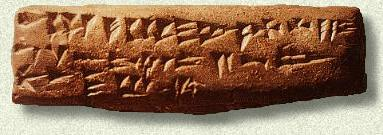
고대 도시국가인 시리아 북부 우가리트의 세계 최초 알파벳. 기원전 15세기.

시리아의 일부는 기원전 22세기에서 18세기 사이에 우르 제3왕조(수메르 부흥기), 구 아시리아 제국, 바빌로니아 제국에 의해 지배되었다. 이 지역에서 기원전 15~13세기 사이에 히타이트족, 이집트인, 아시리아인, 미탄니족 등 제국들이 싸웠으며, 결국 중동 아시리아 제국(1365-1050 BCE)이 시리아를 지배하게 되었다.
 기원전 11세기 후반부터 중세 아시리아 제국이 악화되기 시작하자 가나안인과 페니키아인이 전면에 나서서 해안을 점령하였고, 후기 청동기 시대의 붕괴와 바다 민족들에 의해 일반적인 분열과 교류로 아람인과 슈테아인이 내륙의 아모리인을 대체하였다. 이 기간 동안 시리아의 대부분은 에베르 나리와 아람으로 알려지게 되었다. BCE 10세기부터 신아시리아 제국(935-605 BCE)이 생겨났고, 시리아는 기원전 7세기 후반까지 아시리아에 의해 다음 3세기 동안 통치되었으며, 이 기간 내내 여전히 에베르나리, 아람으로 알려져 있었다. 시리아라는 이름이 처음 등장한 것은 이 시기부터지만 현대 시리아와 관련되는 것이 아니라, 실제로는 이라크 북부, 시리아 북부, 터키 남부, 이란의 북서쪽 변두리를 포괄하는 아시리아의 인도유럽 변형으로 나타났다. 이 제국이 마침내 멸망한 후, 70여 년 동안 이 지역을 지배한 단명 신바빌로니아 제국(612-539 BCE)과 함께 메소포타미아의 지배는 한동안 계속되었다.

## 고전 고대

### 페르시아 시리아
기원전 539년, 아케메네스 페르시아 제국의 왕 키루스 대제는 시리아를 제국의 일부로 삼았다. 동부 지중해 연안에 위치한 시리아의 위치, 해군력, 풍부한 숲 때문에 페르시아인들은 이 지역을 통치하면서 통제를 완화 하는데에 큰 관심을 보였다. 그러므로, 원주민 페니키아인들은 이집트의 700 달란트에 비해 불과 350 달란트에 불과한 훨씬 적은 연간 공물을 바쳤다. 게다가 시리아인들은 계속해서 자신들의 토착 종교를 고수하고, 자기 사업을 설립하고, 지중해 연안 전역에 식민지를 건설한다는 점에서 자신들의 도시를 통치하는 것이 허락되었다. 시리아의 태수는 다마스쿠스, 시돈, 트리폴리에 거주했었다.
기원전 525년 캄비세스 2세는 펠루시움 전투 이후 가까스로 이집트를 정복하였다. 이후 시와 오아시스와 카르타고를 향해 원정을 시작하기로 했으나 페니키아인들이 동족에 맞서는 작전을 거부하면서 그의 노력은 허사가 되었다.
후에 페니키아인들은 크세르크세스 1세의 제2차 그리스-페르시아 전쟁에 크게 기여했다. 아르와드는 그의 선단으로 군사작전을 지원했고, 육상군은 보스포루스를 넘어 그리스 본토로 진입할 수 있는 다리를 크세르크세스의 군대를 위해 건설하는걸 도왔다.
아르타크세르크세스 3세 때, 시돈, 이집트인, 그리고 다른 11개 페니키아 도시들이 페르시아 통치자들에 대항하여 반란을 일으키기 시작했다. 시돈은 시민들과 함께 타버렸다는점에서 혁명은 심하게 진압되었다.

### 헬레니즘 시리아
페르시아의 지배는 기원전 333-332년 마케도니아 그리스 왕인 알렉산더 대왕의 정복과 함께 끝났는데, 이는 현재의 터키 도시인 이스켄데룬에 가까운 고대 마을 이소스 남쪽에서 일어난 이소스 전투이다. 그 후 시리아는 시리아의 왕이라는 칭호를 사용하여 셀레우시드 왕조를 시작했던 셀레우코스 장군에 의해 셀레우코스 제국에 편입되었다. 이 제국의 수도(BCE 312년 설립)는 당시 역사적으로 시리아의 일부였던 안티오케이아(Antioch)에 위치해 있었지만, 오늘날엔 터키의 국경 바로 안쪽에 위치해 있다.
셀레우코스 제국과 프톨레마이오스 왕국 사이 6개의 전쟁인, '시리아 전쟁'은 기원전 3세기에서 2세기 동안, 이집트로 들어가는 몇 안 되는 길 중의 하나인 코엘레 시리아에서 일어났다. 이러한 갈등은 양당의 물자와 인력을 고갈시키고 결국 로마와 파르티아에 의해 파괴와 정복으로 이어졌다. 파르티아 제국의 왕 미트리다테스 2세는 기원전 113년에 두라 에우로포스를 점령하면서 더욱 서쪽으로 세력을 확장했다.
기원전 100년이되자, 한때 강력한 셀레우코스 제국은 안티오케이아와 일부 시리아 도시를 포괄했다. 기원전 83년, 시리아 왕좌를 위해 유혈분쟁이 있은 후, 셀레우코스의 통치를 받던 시리아인들은 아르메니아의 왕 티그라네스 대왕을 왕국의 수호자로 선택하기로 결정하고 그에게 시리아의 왕관을 바쳤다.

### 로마 시리아
로마 장군 폼페이우스는 기원전 64년 안티오케이아를 점령하여 아르메니아 지배를 끝내고, 시리아를 로마의 지방으로 만들고, 안티오케이아 시를 수도로 세웠다.
안티오케이아는 로마와 알렉산드리아에 이어 로마 제국에서 세 번째로 큰 도시였으며, 인구 50만 명으로 추산되며, 이후 수세기 동안 이 지역에서 상업적이고 문화적인 중심지가 되었다. 제국의 전성기 동안, 시리아의 아람어 사용 인구는 컸다. 아마도 19세기까지 다시 이 이상으로 늘지 않았을 것이다. 시리아의 크고 번창한 인구는 특히 2세기와 3세기 동안 이곳을 로마에서 가장 중요한 지방으로 만들었다.

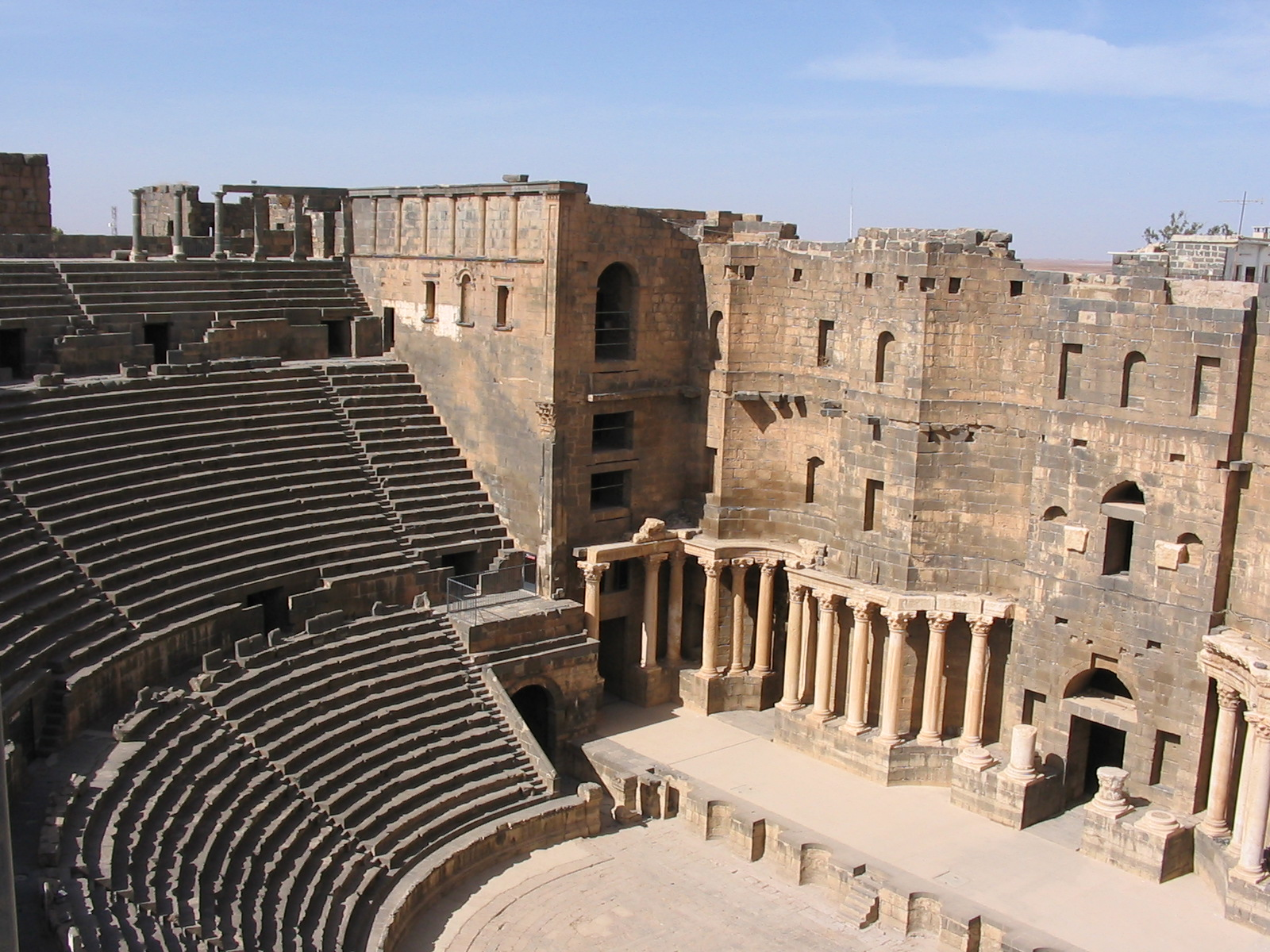
Roman Theater of Bosra

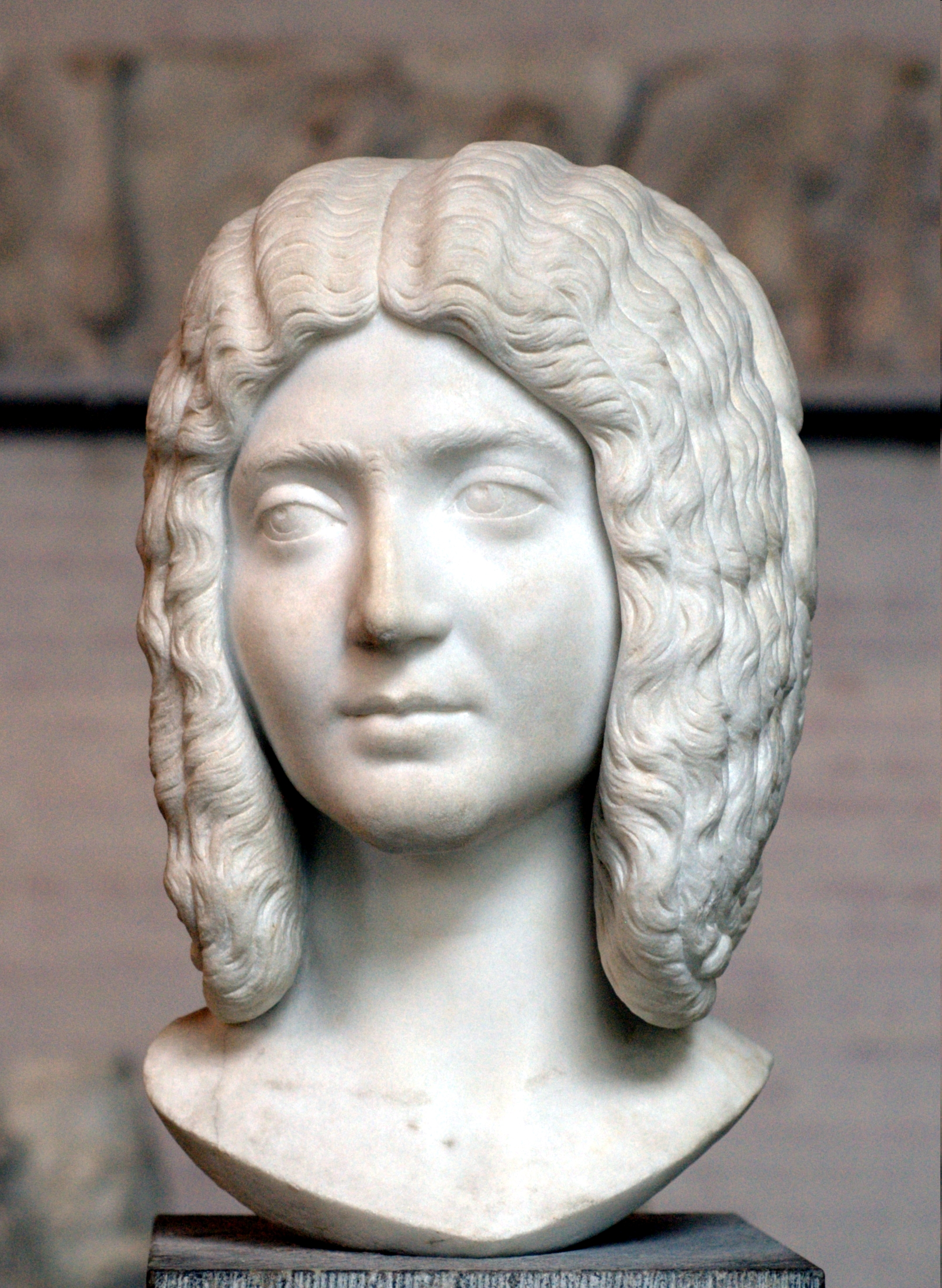
여황제 Julia Domna

시리아는 기독교 역사에서 중요하다; 사도 바울은 다마스쿠스로 가는 길에서 개종하여 안티오케이아의 기독교 교회에서 많은 선교 여행을 떠난 중요한 인물로 부상했다. (사도행전 9:1-43 보관됨 2021-04-22 - 웨이백 머신)
세베란 왕조 동안 시리아 귀족들은 로마를 통치했고 심지어 제국 칭호에까지 올랐다. 예를 들어, 가족의 여성 가장처럼,  에메사(Homs)에서 태어나 명문 샘세레라미드 사제의 왕에 속했던 셉티미우스 세베루스 황제의 아내 율리아 돔나는 두 딸과 손자와 함께 율리아 마이사와 함께 로마에 거주했다. 돔나의 두 아들이 왕위에 오르고 그들이 최후에는 죽은 후, 세베란 왕좌는 로마 궁정의 저명한 인물이자 친위대 사령관 마크리누스에 의해 빼앗겼다. 돔나의 언니인 율리아 마에사는 그녀의 막대한 재산과 그녀의 두 딸과 손자들을 데리고 에메사로 돌아왔다.에메사로 돌아온 그녀의 손자 엘라가발루스는 태양신 헬라가발루스의 대제사장으로 즉위하였다.에메사 근처에 주둔하고 있던 갈리카 제3군단 병사들은 가끔 그 도시를 방문하곤 했고, 결국 율리아 마사에 의해 설득되어 그녀의 막대한 부를 사용하게 되었다. 그들은 엘라가발루스에게 충성을 맹세하는 카르칼라의 서자라고 주장하였다. 엘라가발루스는 후에 마르키누스와 싸우려고 말을 타고 안티오케이아 성으로 들어가서(안디옥 전투), 황제로 부상하였다. 동시에 마크리누스가 칼케돈 근처에서 붙잡혀 카파도키아에서 처형되기 전에 도망쳤다. 어쨌든 그의 치세는 성 추문, 괴팍함, 퇴폐, 광신 등으로 가득 찬 채 불과 4년밖에 지속되지 않았다. 줄리아 마에사는 황제에 대한 대중의 지지가 희미해지고 있다는 것을 깨닫고 그를 그녀의 어린 손자, 그의 사촌 세베루스 알렉산데르로 대체하기로 결심하고 엘라가발루스를 설득하여 그를 후계자로 지명하고 카이사르의 칭호를 주었다. 그러나 그의 훨씬 더 인기 있는 사촌의 직위와 계급들을 취소하고, 그의 집정관을 역전시켰다. 후에, 친위대는 알렉산데르를 황제로 임명하고 엘라가발루스와 그의 어머니를 살해하며 환호했다. 세베루스 알렉산데르의 통치는 더 길었고, 엘라가발루스의 처참한 통치와 달리 국내의 업적으로 가득 차 있었다. 그는 엘라가발루스가 가져본 적이 없는, 그의 백성들의 인기와 존경을 받았다. 그는 13년 동안 통치하다가 결국 한때 가졌던 인기를 잃고 프리미게니아 제22군단에 의해 살해되었다.

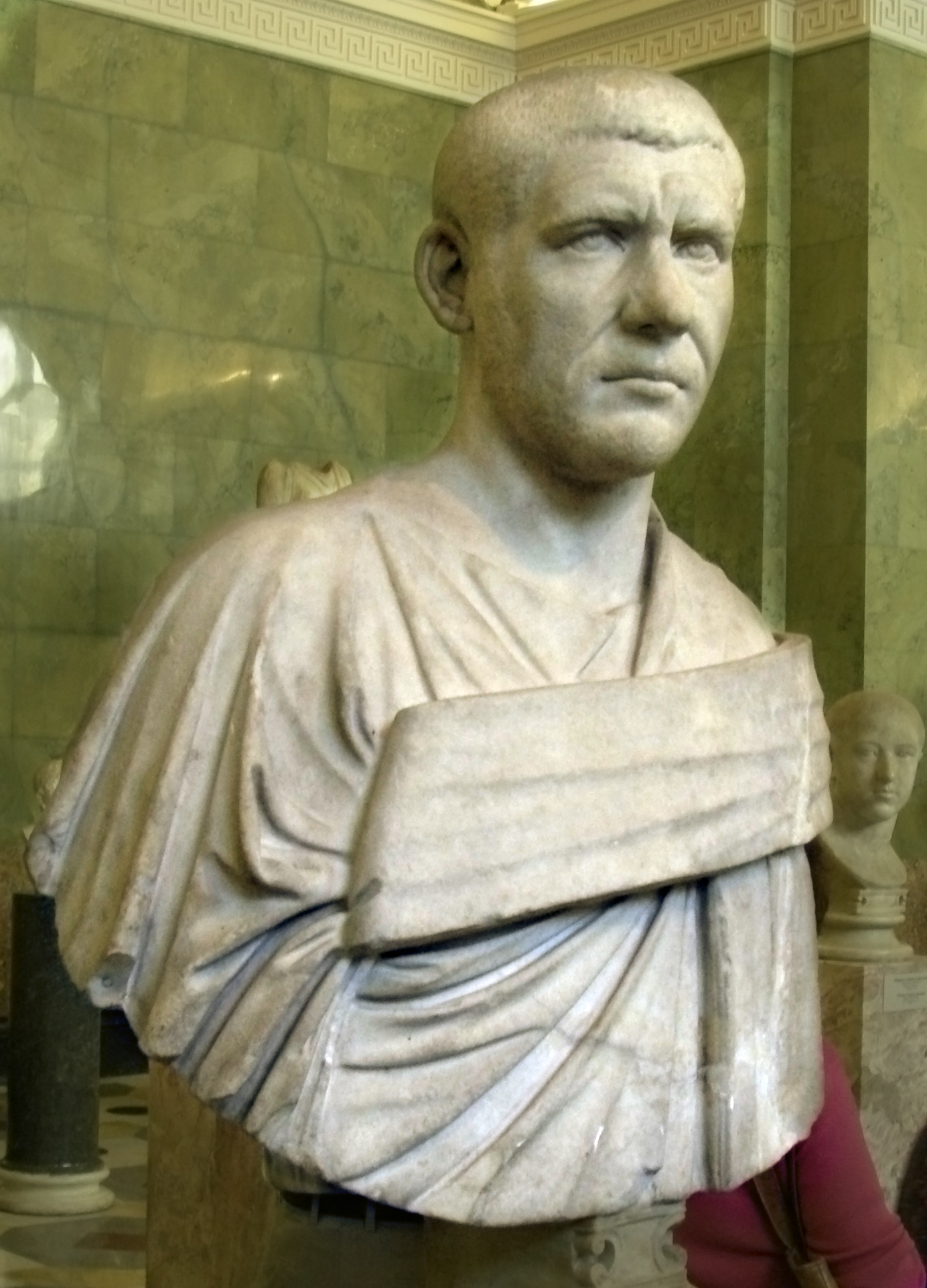
필리푸스 아라브스, 로마 황제

시리아 태생의 또 다른 황제는 현재의 샤바에서 태어나 244년부터 249년까지 통치한 필리푸스 아라브스이다. 그의 치세는 상대적 안정을 누렸고, 원로원 의원과의 관계를 잘 유지했으며, 옛 로마의 덕목과 전통을 재확인하고, 주로 고향에서 많은 건축사업을 시작했으며, 필리포폴리스라는 이름을 바꾸고, 그것을 시민적 지위로 끌어올렸다. 어쨌거나 페르시아인에 대한 대대적인 헌사와 함께 새로운 도시의 창설을 위해, 그는 세금을 높은 수준으로 올리고, 그들과 평화를 유지하는 데 필수적인 도나우강 북쪽 부족들에 대한 보조금을 지불하는 것을 중단해야만 했다. 그럼에도 불구하고 그의 통치는 데키우스가 왕위를 빼앗고 필리푸스를 죽이고 새로운 황제로 부상한 직후에 끝났다.
3세기 로마-페르시아 전쟁 당시 군인 황제 시대 초기에 고전하던 로마인들은 오다이나토스에 의존했고, 시리아 도시국가 팔미라의 왕은 페르시아 침략자들로부터 로마 동부를 확보하고 잃어버린 로마 영토를 되찾기 위해 북쪽으로 진출했기 때문에 오다이나토스는 팔미라 군을 이끌고 다시 북상했다. 아르메니아, 북시리아, 페르시아 출신의 소아시아, 심지어 페르시아의 수도인 크테시폰에까지 도달하여 페르시아 인들을 약화시키고 로마 동부를 확보하다가 자신의 조카인 마에오니우스에게 살해되었다.

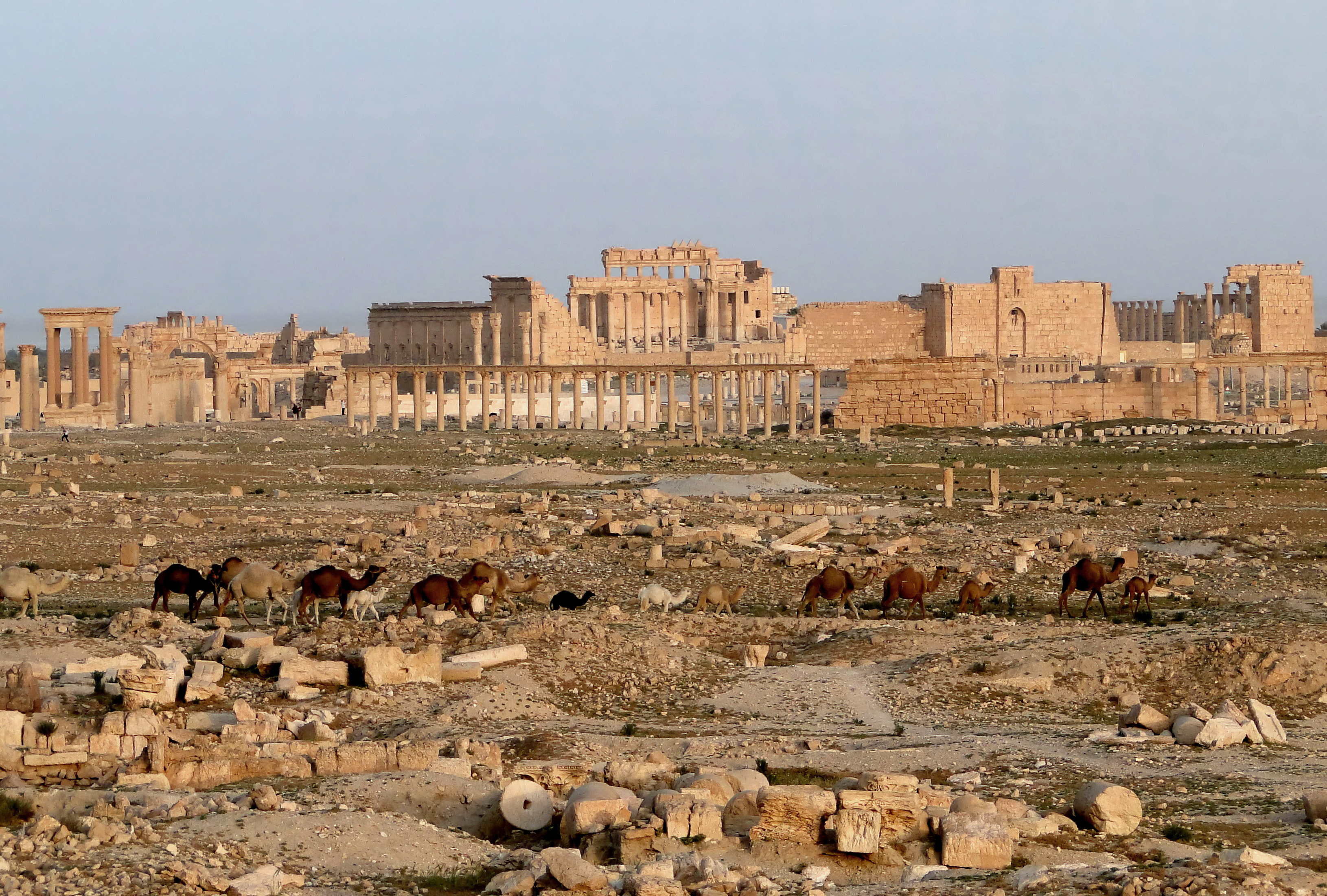
팔미라, 로마 시리아의 가장 번영한 도시중 하나

몇 년 후 팔미라는 여왕인 제노비아의 주도로 로마 제국에 대항하여 반란을 일으켜, 로마 제국이 거의 로마 동부 전체를 합병하는 일련의 군사작전으로 군대를 이끌고 시리아, 소아시아, 아라비아, 하 이집트 등을 정복하게 되었다. 그동안 로마는 무능한 황제들에 의해 통치되고 내전에 의해 분열된 군인 황제 시대를 분투하고 있었다. 어쨌든 팔미라 제국은 수명이 짧았다; 일단 로마의 장군 아우렐리아누스가 정권을 잡으면 동쪽에 올라타서 여왕 제노비아를 두 번 전투에서 격파한 뒤 팔미라로 가서 다시 점령한 뒤 273CE 전후로 파쇄하여 사실상 팔미레네 문명의 종지부를 찍었다.
서방의 제국의 쇠퇴와 함께 시리아는 395년 동로마, 즉 비잔티움 제국의 일부가 되었다. 그 지방은 이후 세 개의 작은 지방으로 나뉘었다. 수도가 안티오케이아에 남아 있는 시리아 프리마, 수도를 오론테스 강가의 아파메아로 옮긴 시라아 세쿤다, 라타키아를 수도로 하는 새로운 테오도리아스 지방이 있었다.
시리아는 비잔티움 제국의 가장 중요한 지역 중 하나로 남아 있었고,  609년에서 628년 사이에 사산 제국에 점령되었다가 이라클리오스 황제에 의해 회복되는 등 전략적 중요성이 있었다. 이 지역의 비잔티움 통치는 야르무크 전투와 안티오크 함락 이후 이슬람 교도들에게 빼앗겼다.

## 중세 시대
634-640년, 시리아는 할리드 이븐 알왈리드가 이끄는 라시둔군의 형태로 무슬림 아랍인들에게 정복되어 이 지역이 정통 칼리파조의 일부가 되었다. 7세기 중반 당시 제국의 지배자였던 우마야드 왕조는 다마스쿠스에 제국의 수도를 두었다. 시리아는 다마스쿠스, 홈스, 팔레스타인, 요르단의 4개 구역으로 나뉘었다. 이슬람 제국은 급속히 팽창하여 스페인에서 인도와 중앙아시아의 일부까지 확대되었다. 따라서 시리아는 제국의 중심지가 되어 경제적으로 번영하였다. 압드 알 말릭 이븐 마르완, 알 왈리드 1세 같은 초기 우마야드 통치자는 시리아 전역에, 특히 다마스쿠스, 알레포, 홈스에 여러 개의 화려한 궁전과 모스크를 건설했다.
이 시대에는 기독교인들(대부분의 시리아 민족과 북부 동부의 아시리아인)에 대한 완전한 관용이 있었고, 몇몇 사람들은 관직을 맡았다. 8세기 중반, 아랍 제국은 왕가 분쟁, 지역 반란, 종교 분쟁 속에서 붕괴되었다. 우마야드 왕조는 750년 아바스 왕조에 의해 전복되었고, 그는 제국의 수도를 바그다드로 옮겼다. 우마야드 통치하에서 공식화된 아랍어는 압바시드 시대에 그리스어와 아람어를 대체하면서 지배적인 언어가 되었다. 시리아는 이집트로부터 툴룬 왕조(887-905)의 지배를 받은 뒤, 무정부 상태 이후, 이크시디드(941-969) 통치를 받았다. 북부 시리아는 알레포의 함다니드 밑으로 들어왔다.
알리 사이프 알-둘라 궁정 '국가의 칼'(944-967년)은 아랍 문학의 육성에 힘입어 문화의 중심지였다. 그는 능숙한 방어 전술과 아나톨리아에 대한 반격을 통해 시리아를 재탈환하려는 비잔틴의 노력에 저항했다. 그가 죽은 후 비잔틴은 안티오케이아와 알레포(969년)를 함락시켰다. 시리아는 당시 함단, 비잔틴, 다마스쿠스에 본거지를 둔 파티마 왕조의 싸움터가 되면서 혼란에 빠졌다. 비잔틴인들은 996년까지 시리아 전역을 정복했지만, 파티마 왕조와 바그다드의 부와이 왕조가 패권을 다투면서 11세기 내내 혼란이 계속되었다. 시리아는 그 후 셀주크 왕조(1084-1086)에 의해 정복되었다. 셀주크 통치 후 1세기 만에 시리아는 아이유브 술탄국의 시조인 살라딘에 의해 정복되었다(1175~1185).
12-13세기 동안, 시리아의 일부는 십자군 국가: 에데사 백국(1098-1149), 안티오키아 후국(1098-1268), 트리폴리 백국(1109-1289)에 쥐어졌다. 이 지역은 또한 암살교단(핫샤신)으로 알려진 시아파 극단주의자들의 위협을 받았고 1260년에는 몽골족들이 시리아를 잠시 휩쓸었다. 몽골 본군의 철수는 이집트의 맘루크 술탄국이 시리아를 침공하여 정복하도록 자극했다. 카이로에 있는 술탄국의 수도 외에 맘루크 지도자 바이바르스는 다마스쿠스를 지방 수도로 만들었는데, 이 도시들은 말과 수송용 비둘기가 함께 여행하는 우편서비스로 연결되어 있었다. 맘루크 술탄국은 시리아에서의 최후의 십자군 기반을 없애고, 몽골의 여러 침략을 물리쳤다.
1400년 티무르 렌크(Timur Lenk), 즉 티무르 제국이 시리아를 침공하여 알레포에서 맘루크군을 격파하고 다마스쿠스를 함락시켰다. 사마르칸트로 추방된 장인들을 제외하고는 도시의 많은 주민들이 학살당했다. 이때 시리아의 기독교인 인구는 박해를 받았다.
15세기 말까지 유럽에서 극동으로 가는 해로가 발견되면서 시리아를 통한 육로 무역로의 필요성이 종식되었다. 1516년에 오스만 제국이 시리아를 정복했다.

## 오스만 시대
오스만 술탄 셀림 1세는 1516년 알레포 근방의 마르즈 다비크 전투에서 맘루크 왕조를 격파하고 시리아 대부분을 정복했다. 시리아는 1516년부터 1918년까지 오스만 제국의 일부였지만, 특히 샤 이스마일 1세와 샤 아바스1세 산하에 있는 이란 사파위 왕조에 의해 2개의 짧은 정복이 있었다. 오스만 통치는 터키인들이 이슬람교도로서, 아랍어를 코란의 언어로 존중하고, 신앙의 수호자들의 역할을 받아들였기 때문에 시리아인들에게 부담이 되지 않았다. 다마스쿠스는 메카로 가기위한 주요 창구가 되었고, 그렇게 이슬람교도들에게 성스러운 격을 획득하게 되었는데, 메카 순례 여행인 하즈를 위해 거길 지나온 수많은 순례자들의 바라카(영적 힘 또는 축복) 때문이다.
 오스만 투르크족은 시리아를 하나의 큰 지방이나 아일렛으로 재편성했다. 아일렛은 여러 구역이나 산작(터키의 구)으로 세분화되었다. 1549년 시리아는 다마스쿠스의 아일렛과 알레포의 새로운 아일렛이라는 두 개의 아일렛으로 재편되었다. 1579년, 라타키아, 하마, 홈스가 포함된 트리폴리의 아일렛이 설립되었다. 1586년 시리아 동부에 락까의 에얄렛이 설치되었다. 오스만 정부는 시리아 사회의 다른 부분들 사이에서 평화적인 공존을 조장하지 않았지만, 시아 이슬람교, 그리스 정교회, 마론파 교도, 아르메니아교회 신도, 유대교도 등 각 종교 소수민족은 밀렛(독립 법정과 자치권을 가진 소구역)으로 구성되었다. 각 지역사회의 종교지도자들은 모든 신분법을 집행했고 특정한 시민적 기능도 수행했다.
탄지마트 개혁의 일환으로, 1864년에 통과된 오스만 법은, 아일렛이 여전히 술탄이 임명하지만 새로운 지방 의회가 행정부에 참여하는, 왈리(이슬람의 성자) 또는 총독이 통치하는 작은 빌라예츠(오스만 제국의 '주(州)')가 되면서, 제국 전역의 표준 지방 행정부를 재규정했다. 오스만 통치 마지막 시기, 그레이터 시리아의 영토는 현대 시리아, 레바논, 이스라엘, 요르단, 팔레스타인, 터키와 이라크의 일부 지역을 포함했다.
제1차 세계대전 중 프랑스 외교관 프랑수아 조르주 피코트와 영국 외교관 마크 사이크스는 1916년 사이크스-피코 협정에서 오스만 제국의 전후분할에 관해 비밀리에 합의했다. 1918년 10월 아랍과 영국군이 시리아로 진격하여 다마스쿠스와 알레포를 함락시켰다. 사이크스 피코 협정에 따라 시리아는 1920년 프랑스의 지배하에 있는 국제 연맹의 위임통치국이 되었다.
 20세기 초 쿠르드 분리주의자들과 함께 오스만 군대가 기독교인들에 대한 인종청소를 실시하면서, 이 지역의 인구 통계는 큰 변화를 겪었다. 1914년부터 1920년 사이 터키 남동부인 상부 메소포타미아에서, 일부 체르케스인, 쿠르드인, 체첸인 부족들이 오스만 당국과 협력해서 아르메니아인과 아시리아인 기독교인들을 집단학살했다.  이후 지역 아랍 민병대에 의해 행해진 비무장 탈출 민간인에 대한 추가 공격도 있었다. 많은 아시리아인들이 1930년대 초 이라크에서 일어난 시멜레 대학살 때 시리아 북동부로 피신하여 자지라 지역의 하사카 주에 주로 정착했다. 1936년 프랑스군은 아무다(투샤 아무디)를 폭격했다.1937년 8월 13일 , 복수를 위한 공격에서, 다꾸리, 밀란, 키키 부족들 500여명으로 이루어진 쿠르드족들이 당시 주로 기독교인이 있던 아무다를 공격했고, 마을을 불태웠다. 마을이 파괴되고 약 300가구의 기독교 인구가 카미실리와 하사카 마을로 도망쳤다. 큰 전쟁 동안 쿠르드 부족들은 하카리 산 북쪽의 알바크 구에 있는 마을들을 공격하고 약탈했다. 로널드 셈필 스태포드 중위에 따르면, 많은 수의 아시리아인들과 아르메니아인들이 살해되었다고 한다.

## 근현대사

### 프랑스 위임통치
1919년, 나중에 이라크의 왕이 되는 하셰마이트 왕조의 에미르 파이살 1세(Emir Faisal I) 밑에 단명 의존적인 시리아 왕국이 세워졌다. 1920년 3월, 시리아 전국 의회는 터키의 타우러스 산에서부터 이집트의 시나이 사막에 이르기까지 "자연적인 경계에서" 파이살을 시리아의 왕으로 선포했다. 그러나 그의 시리아 통치는 메이살룬 전투에서 그의 시리아 아랍군과 프랑스군의 충돌로 불과 몇 달 만에 끝났다. 프랑스군은 시리아를 점령하고 파이살을 강제로 피신시켰다. 그해 말 산 레모 회의는 시리아-레바논을 프랑스의 위임 통치하에 두고 팔레스타인을 영국의 지배하에 두면서 파이살 왕국을 분열시켰다. 시리아는 프랑스에 의해 3개의 자치구로 나뉘었고, 해안에는 알라위스와 남쪽에는 드루제 지역을 분리했다. 프랑스 통치에 반대하는 민족주의자들의 동요는 술탄 알-아트라쉬의 반란이 1925년 드루제 산에서 발생하여, 시리아 전역과 레바논 일부 지역에 확산된 반란으로 이끌었다. 이 반란은 1927년 진압되기 전에 다마스쿠스, 홈스, 하마에서 반군과 프랑스군이 격렬하게 전투했다. 
프랑스인은 술탄 알-아트라쉬에게 사형을 선고했으나 그는 반란군과 함께 트란조르단으로 탈출해 결국 사면되었다. 1937년 시리아로 돌아와 대대적인 대중 환영을 받았다. 1928년에 선거가 시리아 헌법을 초안한 할 의회를 위해 치러졌다. 그러나 프랑스 고등 판무관은 이 제안을 거부하여 민족주의자들의 항의를 촉발시켰다.
시리아와 프랑스는 1936년 9월에 프랑스시리아 독립 조약을 협상했다. 프랑스는 프랑스 군사 및 경제적 우위를 유지했지만 원칙적으로 시리아의 독립에 동의했다. 파이살 왕의 짧은 치하에서 총리를 지냈던 하심 알 아타시는 새로운 헌법 하에서 선출된 최초의 대통령으로서 사실상 현대 시리아 공화국의 첫 화신이었다. 그러나 프랑스 입법부가 비준을 거부했기 때문에 이 조약은 결코 발효되지 않았다. 제2차 세계대전 중이던 1940년 프랑스의 몰락과 함께 시리아는 1941년 7월 시리아-레바논 전역으로 영국과 자유프랑스인이 이 나라를 점령할 때까지 비시프랑스의 지배를 받게 되었다. 시리아는 1941년 다시 독립을 선언했으나 1944년 1월 1일에야 독립공화국으로 인정되었다. 1945년 프랑스의 느린 철수에 대한 항의가 있었다. 프랑스인들은 이 시위들에 대해 포성으로 대응했다. 프랑스군은 독립을 향한 움직임을 멈추기 위한 노력으로 1945년 5월 시리아 의회를 점령하고 다마스쿠스의 전기를 차단했다. 다마스쿠스의 옛 도시에서 총기를 훈련시킨 프랑스인들은 400명의 시리아인을 죽이고 수백 채의 집을 파괴했다. 사상자가 증가하는 가운데 윈스턴 처칠은 영국군에게 시리아를 침공(Levant Crisis)하라고 명령했고, 시리아는 6월 1일 프랑스군을 그들의 막사로 호송했다. 영국과 시리아 민족주의 단체들의 계속되는 압력으로 1946년 4월 프랑스군은 마지막 군대를 철수시켜야 했고, 이 나라는 위임 통치 기간 동안 형성된 공화국 정부의 손에 맡겨졌다. 

### 독립, 전쟁과 불안
시리아는 1946년 4월 17일에 독립했다. 독립~ 1960년대 후반까지의 시리아 정치는 한마디로 격변이다. 1946년에서 1956년 사이에 시리아는 20개의 서로 다른 내각을 가지고 있었고 4개의 분리된 헌법의 초안이 쓰여있었다.
1948년, 시리아는 이스라엘을 파괴하고자 하는 다른 지역 아랍 국가들과 함께한다. 그렇게 아랍 이스라엘 전쟁에 관여했다. 시리아군은 북부 이스라엘에 입성했으나, 치열한 전투 끝에 이스라엘군에 의해 점차 골란고원으로 쫓겨나갔다. 1949년 7월에 휴전이 합의되었다. 유엔의 감독하에 비무장지대가 설치되었다; 이 영토 상태가 이후의 모든 시리아-이스라엘 협상의 걸림돌이되었다. 점점 심해지는 박해때문에 시리아를 탈출한 많은 시리아 유대인들이 있었다. 이것이 이슬람 국가에서 유대인 추방의 일환이다. 
전쟁의 결과는 1949년 3월 시리아 쿠데타의 배후 요인 중 하나였다. 후스니 알자임은, 제2차 세계대전 이후 아랍세계의 첫 번째 군사 전복으로 묘사되어 왔다. 쿠데타는 1948년 아랍-이스라엘 전쟁에서 군대가 직면했던 불명예 때문에 발생했고, 따라서 그 수치심을 해소하려고 했다. 이후 콜에 의한 또 다른 쿠데타가 뒤따랐다. 사미 알 히나위. 사림의 동맹군이 소외되어 생긴 육군 장교. 아디브 시샤클리는 1949년 제3차 군사 쿠데타로, 이라크와의 연합을 저지하려고 정권을 잡았다. 자발 알-드루즈 봉기는 광범위한 전투(1953–54) 후 진압되었다. 불만이 커져 결국 또 다른 쿠데타로 이어졌고, 1954년 2월 시샤클리가 전복되었다. 1947년 창당한 아랍사회주의 바트당은 시샤클리의 타도에도 한몫을 했다. 베테랑 국가주의자 슈크리 알 콰틀리는 1955년부터 1958년까지 대통령을 지냈지만, 그 무렵 그의 직책은 거의 의례적인 것이었다. 
권력은 점점 더 군과 안보에 집중되어 있었는데, 그것은 그 자신이 장악할 수 있는 유일한 힘이며, 어쩌면 권력을 유지할 수 있는 유일한 힘이라는 것을 증명해 주었다. 의회 기관들은 여전히 취약한 상태로 남아 있었는데, 이는 토지를 소유한 엘리트들과 수니파의 도시 명사들로 대표되는 경쟁 정당들이 장악하고 있었다. 그동안 경제는 잘못 관리되었고 시리아의 농민 다수의 삶을 향상시키기 위해 뭔가 된 것이 거의 없었다. 1956년 11월, 수에즈 위기의 직접적인 결과로, 시리아는 소련과 협약을 체결했다. 그렇게 시리아로 보내지는 비행기, 탱크, 기타 군사 장비에 대한 대가로 정부 내에서 공산당의 영향력을 위한 발판을 만들었다. 이러한 시리아 군사력의 증가는 터키를 걱정하게 만들었다. 시리아가 시리아와 터키 사이의 분쟁 사안인 , 이스켄데룬을 탈환하려 할 가능성이 있어 보였기 때문이다. 반면 시리아와 소련은 터키가 시리아 국경에 군대를 집결시켰다고 비난했다. 시리아가 원조국이었던 유엔에서의 열띤 논쟁만이 전쟁의 위협을 줄였다. 

## 같이 보기
- 아시아의 역사
- 시리아의 총리
- 오스만령 시리아
- 시리아
- 시리아 사회민족당